# 金太郎 (格闘家)
金太郎（きんたろう、1993年3月19日 - ）は、日本の男性総合格闘家。大阪府八尾市出身。アメリカン・トップチーム所属。元PANCRASEバンタム級ランキング1位（2019）。

## 来歴
元々は争いが嫌いな大人しい少年だったが、いじめを受けた際にやり返したことがきっかけで生活が一変。中学生時代は悪い先輩のいるグループに加入して荒れた生活を送っていたが、少年院を出てからは悪い人達との縁を絶ち切り、16歳で完全に更生した。
以降は両親の応援のもと、仕事をしながらプロ格闘家を目指して、本格的にキックボクシングと総合格闘技の練習を開始。18歳になると史上最年少でTHE OUTSIDERに初参戦（※参戦初期のVTRとキャッチコピーで元ヤクザなどと大げさな表記をされたことがあるが、暴力団に所属していたという事実は一切無い。本人も完全否定している。）。19歳からはDEEP、パンクラスといった国内メジャー団体にも出場し、プロ総合格闘家としてのキャリアを積んだ。
2014年12月7日、THE OUTSIDER 第33戦の「THE OUTSIDER×パンクラス対抗戦」にパンクラス代表として出場。アマチュア時代に唯一の黒星を喫していた樋口武大と再戦し、スタンドパンチ連打でTKO勝ちを収め、リベンジに成功した。
2015年6月21日、VTJ in OSAKAで祖根寿麻と対戦し、右ハイキックでKO負け。
2016年3月13日、PANCRASE 276の第22回ネオブラッド・トーナメントバンタム級一回戦で村田康大と対戦し、パウンドでTKO勝ちを収めたが、準決勝は右足甲の骨折により不戦敗となった。
2018年10月21日、PANCRASE 300でバンタム級ランキング8位のアラン“ヒロ”ヤマニハと対戦し、スタンドパンチ連打でダウンを奪い、パウンドでTKO勝ち。
2019年4月14日、PANCRASE 304でバンタム級ランキング1位のTSUNEと対戦し、右ハイキックでKO勝ち。この試合のノックアウトシーンは、同年にUFCファイトパスで放送された大会の中から選ばれるノックアウト・オブ・ザ・イヤーの第2位にランクインされた。これでPANCRASE 5連勝となり、タイトルマッチの権利を獲得した。
2019年7月21日、PANCRASE 307のバンタム級キング・オブ・パンクラスタイトルマッチで王者のハファエル・シウバに挑戦。組み付いてきたシウバにエルボーとパウンドを連打してシウバをふらつかせるなど試合を優勢に進めていたが、組みの展開で自ら足を負傷して動けなくなり、肩固めで一本負け。王座獲得に失敗した。

### RIZIN
2020年2月22日、RIZIN初出場となったRIZIN.21にて加藤ケンジと対戦し、1Rにリアネイキッドチョークによる一本勝ちを収めた。
2020年9月27日、RIZIN.24で瀧澤謙太と対戦し、序盤やや優位に進めるも3Rにダウンを奪われて劣勢となり、1-2の僅差の判定負けを喫した。RIZIN初のラッシュガードを着用し試合を行った。
2021年6月27日、RIZIN.29のバンタム級JAPANグランプリ1回戦でGRACHANバンタム級王者の伊藤空也と対戦し、3-0の判定勝ちを収めた。
2021年9月19日、RIZIN.30のバンタム級JAPANグランプリ2回戦で井上直樹と対戦し、0-3の判定負けを喫した。
2021年12月31日、RIZIN.33で元DEEP2階級王者の元谷友貴と対戦し、僅差の展開となるも0-3の判定負けを喫した。
2022年4月16日、RIZIN TRIGGER 3rdでレスリング全日本選手権3連覇の倉本一馬と対戦予定だったが、試合2日前の朝、起きた瞬間に体に激痛が走って起き上がれなくなり、急性腰痛症になったことで計量の前日に急遽欠場となった。
2022年9月25日、RIZIN.38で元RIZINバンタム級王者の堀口恭司と対戦し、1Rに堀口のローキックに左ストレートを合わせてフラッシュダウンを奪うも、2Rに肩固めによる一本負けを喫し、3連敗となった
。
2023年4月1日、RIZIN.41でDEEPバンタム級王者の石司晃一と対戦。カウンターを狙うも消極的な展開となり1-2の判定負けで4連敗。試合後、金太郎の周りの人間がSNSで「金太郎がイップスになっている」という間違った情報を勝手に流したことから、金太郎が急遽取材を受けて否定。その際には、『言い訳にしたくなかったので今まで黙っていた事』と前置きをした上で、この試合の1週間前に左手の指を剥離骨折し、さらに左肘を負傷して左のパンチが打てなくなっていたため消極的だったことを明かした。この怪我はすぐに手術しないといけない怪我だったが、「昨年のRIZIN TRIGGER 3rdを試合2日前にぎっくり腰で欠場した時のやるせない気持ちを払拭したい」という理由や、「直前の怪我すぎて、こんなところで試合を断れるわけがないという、自分自身のプライド」などから、欠場せずに強行出場していたことを明かした。
2024年3月23日、RIZIN LANDMARK 9でダイキ・ライトイヤーと対戦。3度のダウンを奪う圧勝で3-0の判定勝ちを収め連敗を脱出。伊藤空也戦以来、2年9か月振りの白星となった。
2024年9月29日、RIZIN.48で秋元強真と対戦。左ストレートで効かせられグラウンドでの膝蹴りで1RTKO負け。実に8年振りのKO負けであった。
2025年5月31日、RIZIN WORLD SERIES in KOREAでヤン・ジヨンと対戦。打撃と組み、双方で劣勢となり3RTKO負けを喫した。

## 人物

### エピソード
- リングネームである『金太郎』は、中学生の頃に山にこもって喧嘩のトレーニングをしていたことから友人に付けられたあだ名と、14歳の時に背中に彫った金太郎のタトゥーに由来する[19]。

### 密着動画
- RIZIN公式YouTubeチャンネル、金太郎の密着動画『Preparation』（2021）[映像 1]

## 戦績

### プロ総合格闘技
| 総合格闘技 戦績 | 総合格闘技 戦績 | 総合格闘技 戦績 | 総合格闘技 戦績 | 総合格闘技 戦績 | 総合格闘技 戦績 | 総合格闘技 戦績 |
| --------------- | --------------- | --------------- | --------------- | --------------- | --------------- | --------------- |
| 32 試合         | (T)KO           | 一本            | 判定            | その他          | 引き分け        | 無効試合        |
| 15 勝           | 9               | 2               | 4               | 0               | 2               | 0               |
| 15 敗           | 6               | 5               | 4               | 0               | 2               | 0               |

| 勝敗 | 対戦相手             | 試合結果                                         | 大会名                                                                            | 開催年月日     |
| ×    | ヤン・ジヨン         | 3R 0:19 TKO（パウンド）                          | RIZIN WORLD SERIES in KOREA                                                       | 2025年5月31日  |
| ×    | 秋元強真             | 1R 3:16 TKO（左ストレート→グラウンドでの膝蹴り） | RIZIN.48                                                                          | 2024年9月29日  |
| ○    | ダイキ・ライトイヤー | 5分3R終了 判定3-0                                | RIZIN LANDMARK 9                                                                  | 2024年3月23日  |
| ×    | 石司晃一             | 5分3R終了 判定1-2                                | RIZIN.41                                                                          | 2023年4月1日   |
| ×    | 堀口恭司             | 2R 2:59 肩固め                                   | RIZIN.38                                                                          | 2022年9月25日  |
| ×    | 元谷友貴             | 5分3R終了 判定0-3                                | RIZIN.33 【RIZINバンタム級JAPANグランプリ リザーブマッチ】                        | 2021年12月31日 |
| ×    | 井上直樹             | 5分3R終了 判定0-3                                | RIZIN.30 【RIZINバンタム級JAPANグランプリ2回戦】                                  | 2021年9月19日  |
| ○    | 伊藤空也             | 5分3R終了 判定3-0                                | RIZIN.29 【RIZINバンタム級JAPANグランプリ1回戦】                                  | 2021年6月27日  |
| ×    | 瀧澤謙太             | 5分3R終了 判定1-2                                | RIZIN.24                                                                          | 2020年9月27日  |
| ○    | 加藤ケンジ           | 1R 4:21 リアネイキッドチョーク                   | RIZIN.21                                                                          | 2020年2月22日  |
| ×    | ハファエル・シウバ   | 2R 1:54 肩固め                                   | PANCRASE 307 【バンタム級キング・オブ・パンクラス タイトルマッチ】                | 2019年7月21日  |
| ○    | TSUNE                | 1R 3:11 KO（右ハイキック）                       | PANCRASE 304                                                                      | 2019年4月14日  |
| ○    | アラン“ヒロ”ヤマニハ | 3R 1:54 TKO（スタンドパンチ連打→パウンド）       | PANCRASE 300                                                                      | 2018年10月21日 |
| ○    | 合島大樹             | 3分3R終了 判定3-0                                | PANCRASE 大阪大会                                                                 | 2018年7月15日  |
| ○    | 土肥潤               | 1R 0:14 TKO（右ハイキック→パウンド）             | PANCRASE vs DEEP 大阪大会                                                         | 2017年12月24日 |
| ×    | 榎本明               | 1R 0:13 TKO（スタンドパンチ連打→パウンド）       | TTF CHALLENGE 06                                                                  | 2016年9月19日  |
| ○    | 村田康大             | 1R 2:04 TKO（グラウンドパンチ）                  | PANCRASE 276 【第22回ネオブラッド・トーナメント バンタム級 一回戦】               | 2016年3月13日  |
| ×    | 祖根寿麻             | 1R 3:52 KO（右ハイキック）                       | VTJ in OSAKA                                                                      | 2015年6月21日  |
| ○    | 渡辺智史             | 5分2R終了 判定3-0                                | DEEP OSAKA IMPACT 2015                                                            | 2015年4月29日  |
| ○    | 樋口武大             | 1R 3:32 KO（スタンドパンチ連打）                 | THE OUTSIDER 第33戦                                                               | 2014年12月7日  |
| ○    | 小松寛司             | 1R 0:24 KO（スタンドパンチ連打→パウンド）        | DEEP CAGE IMPACT in OSAKA 2014                                                    | 2014年10月19日 |
| ×    | 仁牙ヤスオ           | 3R 0:24 TKO（右ハイキック）                      | PANCRASE 大阪大会                                                                 | 2014年7月20日  |
| △    | 篠川晴成             | 5分2R終了 判定1-0                                | DEEP OSAKA IMPACT 2014                                                            | 2014年2月23日  |
| ×    | 遠藤大翼             | 1R 4:36 リアネイキッドチョーク                   | DEEP CAGE IMPACT 2013 in TDC HALL                                                 | 2013年11月24日 |
| △    | 富田浩司             | 5分2R終了 判定0-1                                | PANCRASE 249                                                                      | 2013年7月14日  |
| ○    | 西岡一弥             | 1R 2:10 TKO（ドクターストップ）                  | DEEP OSAKA IMPACT 2013                                                            | 2013年4月28日  |
| ×    | 吉武伸洋             | 1R 3:37 TKO（ハイキック）                        | PANCRASE 2012 PROGRESS TOUR                                                       | 2012年11月25日 |
| ○    | 神龍                 | 1R 2:07 TKO（右ハイキック→パウンド）             | DEEP OSAKA IMPACT 2012                                                            | 2012年9月29日  |
| ×    | MIKE                 | 2R 3:03 リアネイキッドチョーク                   | RISING ON 12 ～The moment of the moment～ 【ライジングオン フェザー級王座決定戦】 | 2012年6月17日  |
| ○    | 学                   | 1R 1:33 腕ひしぎ十字固め                         | RISING ON 11 ～Road to Champion～                                                 | 2012年3月17日  |
| ×    | 西田翔               | 1R 1:14 三角絞め                                 | RISING ON 10                                                                      | 2011年12月18日 |
| ○    | 山下宏平             | 1R 1:10 TKO（グラウンドパンチ）                  | RISING ON 9                                                                       | 2011年10月9日  |

### アマチュア総合格闘技
| 勝敗 | 対戦相手 | 試合結果                          | 大会名              | 開催年月日     |
| ○    | 當山馨   | 1R 0:36 KO（右フック）            | THE OUTSIDER 第27戦 | 2013年9月8日   |
| ○    | 比夏瑠   | 1R 0:18 TKO（スタンドパンチ連打） | THE OUTSIDER 第21戦 | 2012年5月13日  |
| ×    | 樋口武大 | 1R 0:24 腕ひしぎ十字固め          | THE OUTSIDER 第19戦 | 2011年11月13日 |
| ○    | 二川俊雄 | 1R 2:19 TKO（パウンド）           | THE OUTSIDER 第17戦 | 2011年7月17日  |
| ○    | 大崎千万 | 1R 0:06 TKO（スタンドパンチ連打） | THE OUTSIDER 第16戦 | 2011年5月8日   |

## 表彰
- THE OUTSIDER サイゾー賞（3回）
- THE OUTSIDER ベストストライキングテクニック賞（1回）

## 入場曲
- 「Ghetto Love」（Karl Wolf）

## 出演
- タイトロープ ～アウトサイダーという生き方～（2013年）

#### 試合映像
1. ↑  『【試合映像】金太郎 vs. 加藤ケンジ / Kintaro vs. Kenji Kato - RIZIN.21』RIZIN公式YouTubeチャンネル、2020年。
2. ↑  『【試合映像】金太郎 vs. 瀧澤謙太 / Kintaro vs. Kenta Takizawa - RIZIN.24』RIZIN公式YouTubeチャンネル、2020年。
3. ↑  『【試合映像】金太郎 vs. 伊藤空也 / Kintaro vs. Kuya Ito - RIZIN.29』RIZIN公式YouTubeチャンネル、2021年。
4. ↑  『【試合映像】井上直樹 vs. 金太郎 / Naoki Inoue vs. Kintaro - RIZIN.30』RIZIN公式YouTubeチャンネル、2021年。
5. ↑  『【試合映像】元谷友貴 vs. 金太郎 / Yuki Motoya vs. Kintaro - RIZIN.33』RIZIN公式YouTubeチャンネル、2021年。
6. ↑  『【試合映像】堀口恭司 vs. 金太郎 / Kyoji Horiguchi vs. Kintaro - RIZIN.38』RIZIN公式YouTubeチャンネル、2022年。
7. ↑  『【試合映像】金太郎 vs. ダイキ・ライトイヤー - 2024/3/23 [RIZIN LANDMARK 9 in KOBE]』RIZIN公式YouTubeチャンネル、2024年。
8. ↑  『【試合映像】金太郎 vs. 秋元強真 / Kintaro vs. Kyoma Akimoto -RIZIN.48』RIZIN公式YouTubeチャンネル、2024年。

#### 補足映像
1. ↑  『【番組】RIZIN CONFESSIONS #76（※番組内で試合映像。金太郎と伊藤空也による試合振り返りドキュメンタリー番組）』RIZIN公式YouTubeチャンネル、2021年。
2. ↑  『【番組】RIZIN CONFESSIONS #80（※番組内で試合映像。金太郎と井上直樹による試合振り返りドキュメンタリー番組）』RIZIN公式YouTubeチャンネル、2021年。
3. ↑  『【番組】RIZIN CONFESSIONS #91（※番組内で試合映像。金太郎と元谷友貴による試合振り返りドキュメンタリー番組）』RIZIN公式YouTubeチャンネル、2021年。
4. ↑  『【番組】RIZIN CONFESSIONS #106（※番組内で試合映像。堀口恭司と金太郎による試合振り返りドキュメンタリー番組）』RIZIN公式YouTubeチャンネル、2022年。
5. ↑  『【番組】RIZIN CONFESSIONS #119（※番組内で試合映像。金太郎と石司晃一による試合振り返りドキュメンタリー番組）』RIZIN公式YouTubeチャンネル、2023年。
6. ↑  “【※U-NEXT加入者のみ視聴可】【番組】RIZIN CONFESSIONS #146 特別版・未公開映像付（※番組内で試合映像＆金太郎とダイキ・ライトイヤーによる試合振り返りドキュメンタリー番組）”. U-NEXT＜ユーネクスト＞. 2024年5月16日閲覧。
7. ↑  『【番組】RIZIN CONFESSIONS #163（※番組内で試合映像＆秋元強真と金太郎による試合振り返りドキュメンタリー番組）』RIZIN公式YouTubeチャンネル、2024年。

#### 映像資料
1. ↑  『【密着】Preparation | 金太郎 / Kintaro - RIZIN.29』RIZIN公式YouTubeチャンネル、2021年。